# Eddy De Sitter
Eddy De Sitter (* 16. Juni 1945 in Derderbelle, Provinz Ostflandern) ist ein ehemaliger belgischer Radrennfahrer und nationaler Meister im Radsport.

## Sportliche Laufbahn
De Sitter war im Straßenradsport aktiv. Er gewann die belgische Meisterschaft im Straßenrennen der Amateure 1965 vor Louis Van Den Broeck. 1965 und 1966 gewann er das Eintagesrennen Buggenhout–Opstal.
1966 wurde er Berufsfahrer und blieb bis 1968 aktiv. Seinen ersten Vertrag als Profi erhielt im Radsportteam Solo–Superia, in dem Rik Van Looy Kapitän war. Seine Profilaufbahn brachte ihm keine bedeutenderen Erfolge, er gewann ein belgisches Rundstreckenrennen und hatte in weiteren einige vordere Plätze. Zum Saisonende 1968 beendete er seine Karriere als Profi.